# Tullahomaveldtocht

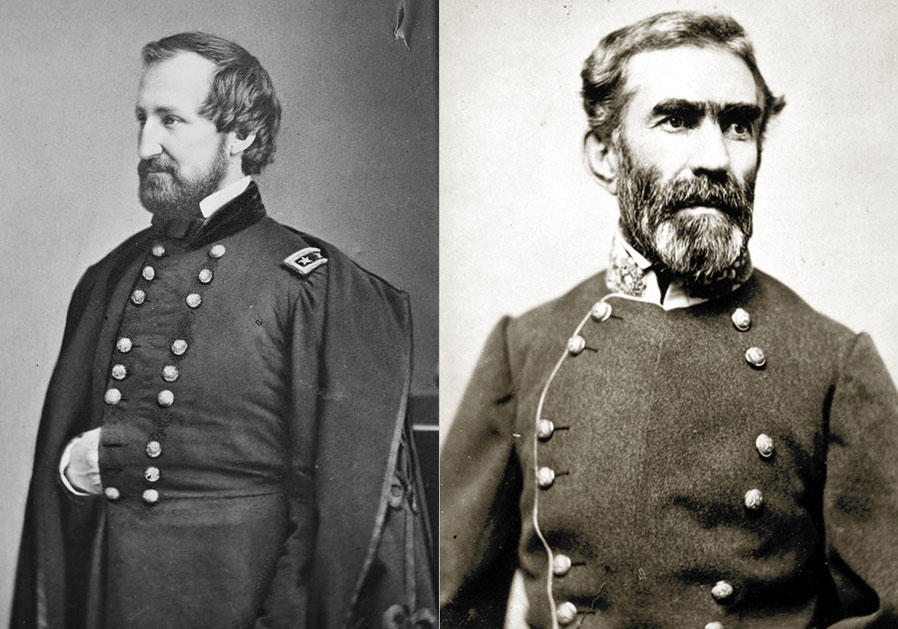
Bevelvoerende generaals Rosecran en Bragg

De Tullahomaveldtocht of de veldtocht in Midden-Tennessee vond plaats tussen januari en juli 1863 tijdens de Amerikaanse Burgeroorlog. Het Noordelijke Army of the Cumberland onder leiding van generaal-majoor William S. Rosecrans slaagde erin om het Zuidelijke Army of Tennessee van generaal Braxton Bragg uit een sterke defensieve positie te manoeuvreren. De Zuidelijken werden uit Midden-Tennessee gejaagd. Chattanooga werd bedreigd door de Noordelijke opmars.
De Tullahomaveldtocht is een van de belangrijkste verwezenlijkingen van Rosecrans tijdens de oorlog. Rosecrans bereikte zijn doelstellingen met weinig slachtoffers. De veldtocht werd overschaduwd door de Noordelijke overwinningen in Gettysburg en Vicksburg. Toch bleef het vijandelijke leger vrijwel intact waardoor hij in september in de Slag bij Chickamauga een zware nederlaag te verduren kreeg.

## Achtergrond
Na de Slag bij Stones River, tussen 31 december 1862 en 2 januari 1863 trok Bragg zijn leger in zuidelijke richting terug langs de Duck River tot aan Highland Rim. De verschillende passen in Highland Rim werden bewaakt door voorposten. De flanken van zijn leger werden beschermd door cavalerie. Het front was 105 km lang. Bragg richtte zijn hoofdkwartier in Tullahoma in. Bragg vreesde ervoor dat Rosecrans het belangrijk spoorwegenknooppunt van Chattanooga zou innemen. Daarom spreidde hij zijn cavalerie over zo’n breed front uit om de bewegingen van Rosecrans te kunnen inschatten. Bragg ging ervan uit dat de hoofdaanval via Guy’s Gap zou komen. Deze pas was gemakkelijker over te steken. Daarom positioneerde Bragg zijn grootste infanteriekorps onder leiding van luitenant-generaal Leonidas Polk in sterke defensieve linies bij Shelbyville, de toegang tot Guy’s Gap. 12 km verder op zijn rechterflank nam het korps van luitenant-generaal William J. Hardee een versterkte positie in bij Wartrace, Tennessee. Hardee beschermde de hoofdweg naar Chattanooga en kon vanuit zijn positie naar de drie andere passen versterkingen sturen, namelijk Buckle Gap, Liberty Gap en Hoover’s Gap. Hoover’s Gap werd slechts verdedigd door één cavalerieregiment. De pas was te smal voor twee kruisende wagens.
Rosecrans bleef zes maanden in Murfreesboro. Daar kreeg zijn leger nieuwe voorraden en training. Hij kreeg verschillende berichten van president Abraham Lincoln, opperbevelhebber Henry W. Halleck en minister van oorlog Edwin M. Stanton om zijn veldtocht tegen de Zuidelijken voort te zetten. Rosecrans hield tijdens de winter zijn leger liever in winterkwartieren. De Noordelijke regering vreesde dat door Rosecrans nietsdoen Braggs eenheden zouden ingezet worden in de strijd rond Vicksburg. Lincoln schreef naar Rosecrans: "Ik wil je niet aanzetten tot overhaaste beslissingen, maar ik wil wel erop aandringen dat u er alles aan doet om Bragg te verhinderen Johnston te versterken tegen Grant." Rosecrans opperde dat een overhaast offensief tegen Bragg zijn leger in de handen zou kunnen drijven van Johnston. Dus hielp hij Grant door Bragg niet aan te vallen.
Braggs leger kreeg het steeds moeilijker. Zijn leger lag in een arm landbouwgebied waardoor de lokale bevoorrading moeilijk verliep. De ironie was dat zijn leger net de waardevolle spoorlijn door Chattanooga beschermde die landbouwgewassen vervoerde naar het leger van Robert E. Lee.
Dit voedde de opstandige elementen binnen Braggs leger die na de Slag bij Perryville en de Slag bij Stones River opnieuw de kop opstaken.
Tijdens de winter en lente doodden beide opponenten hun tijd met het uitsturen van cavalerieraids. Bijna een derde van de totale sterkte van Braggs leger bestond uit cavalerie, namelijk 16.000 soldaten. In een raid in februari tegen Fort Donelson (zie Slag bij Dover (Tennessee)) slaagden twee cavaleriebrigades onder leiding van generaal-majoor Joseph Wheeler er niet in om het Noordelijk garnizoen van Dover tot overgave te dwingen en zo de scheepvaart op de Cumberland te verstoren. In maart stuurde Rosecrans een detachement uit Bragg communicatielijnen te verstoren. Dit detachement werd tot overgave gedwongen in de Slag bij Thompson's Station.
Eveneens in maart voerde brigadegeneraal Nathan Bedford Forrest een raid uit op Rosecrans communicatielijnen bij Brentwood in Tennessee. De Zuidelijke brigadegeneraal John Hunt Morgan voerde zijn beruchte aanval uit in Ohio en Pennsylvania. Deze aanval werd door de historicus Stephen Z. Starr als militair onverantwoord bestempeld. Morgan werd gevangengenomen. Generaal-majoor Earl Van Dorn slaagde er evenmin in om de communicatielijnen van Rosecrans te verbreken tussen februari en mei. De gevechten ten noorden van Spring Hill, Tennessee en jacht van Forrest op kolonel Abel Streight in april zijn hiervan de belangrijkste. In mei werd Van Dorn vermoord en nam Forrest het commando over de cavalerie op Braggs linkerflank op zich. De meeste van de uit Mississippi afkomstige cavaleristen werden in mei teruggestuurd naar hun thuisstaat. De Zuidelijken verloren 4.000 cavaleristen tijdens deze periode. De Noordelijken hadden 3.300 soldaten verloren.
Op 2 juni verstuurde Halleck een telegram naar Rosecrans met de boodschap dat indien hij niet tot het offensief zou overgaan, hij eenheden naar Vicksburg moest sturen om Grant te versterken. Na een stafbespreking werd beslist om nog niet tot de aanval over te gaan. Opnieuw stuurde Halleck een telegram op 16 juni waarin stond: "Is het uw intentie om onmiddellijk op te rukken? Een definitief antwoord met ja of nee wordt verwacht." Rosecrans antwoordde: "Als dit vanavond of morgen betekent, nee. Als dit binnen de vijf dagen is, ja." In de vroege morgen van 24 juni, zeven dagen later, opende Rosecrans het offensief tegen Bragg.

## Samenstelling van de legers
Het Noordelijke Army of the Cumberland, aangevoerd door Rosecrans, bestond uit 50.000 tot 60.000 soldaten.
Het leger was samengesteld uit de volgende eenheden:
- XIV Corps aangevoerd door generaal-majoor George H. Thomas bestaande uit de divisies van generaal-majoor Lovell H. Rousseau, generaal-majoor James S. Negley, brigadegeneraal John M. Brannan en generaal-majoor Joseph J. Reynolds.
- XX Corps onder leiding van generaal-majoor Alexander McD. McCook bestaande uit de divisies van brigadegeneraal Jefferson C. Davis, brigadegeneraal Richard W. Johnson en generaal-majoor Philip H. Sheridan.
- XXI Corps aangevoerd door generaal-majoor Thomas L. Crittenden bestaande uit de divisies van brigadegeneraal Thomas J. Wood, generaal-majoor John M. Palmer en brigadegeneraal Horatio P. Van Cleve.
- Reserve Corps onder leiding van generaal-majoor Gordon Granger bestaande uit de divisies van brigadegeneraal Absalom Baird, brigadegeneraal James D. Morgan en brigadegeneraal Robert S. Granger.
- Cavalerie Corps aangevoerd door generaal-majoor David S. Stanley bestaande uit de divisies van brigadegeneraal Robert B. Mitchell en brigadegeneraal John B. Turchin.

Het Zuidelijke Army of Tennessee werd aangevoerd door Bragg en telde 45.000 soldaten. Het leger was samengesteld uit de volgende eenheden:
- Polks Corps onder leiding van luitenant-generaal Leonidas Polk.[18]
- Hardees Corps aangevoerd door luitenant-generaal William J. Hardee.[18]
- Wheelers Cavalerie Corps onder leiding van generaal-majoo Joseph Wheeler.[18]
- Forrests Cavalerie Division onder leiding van brigadegeneraal Nathan B. Forrest.[18]

## De veldtocht

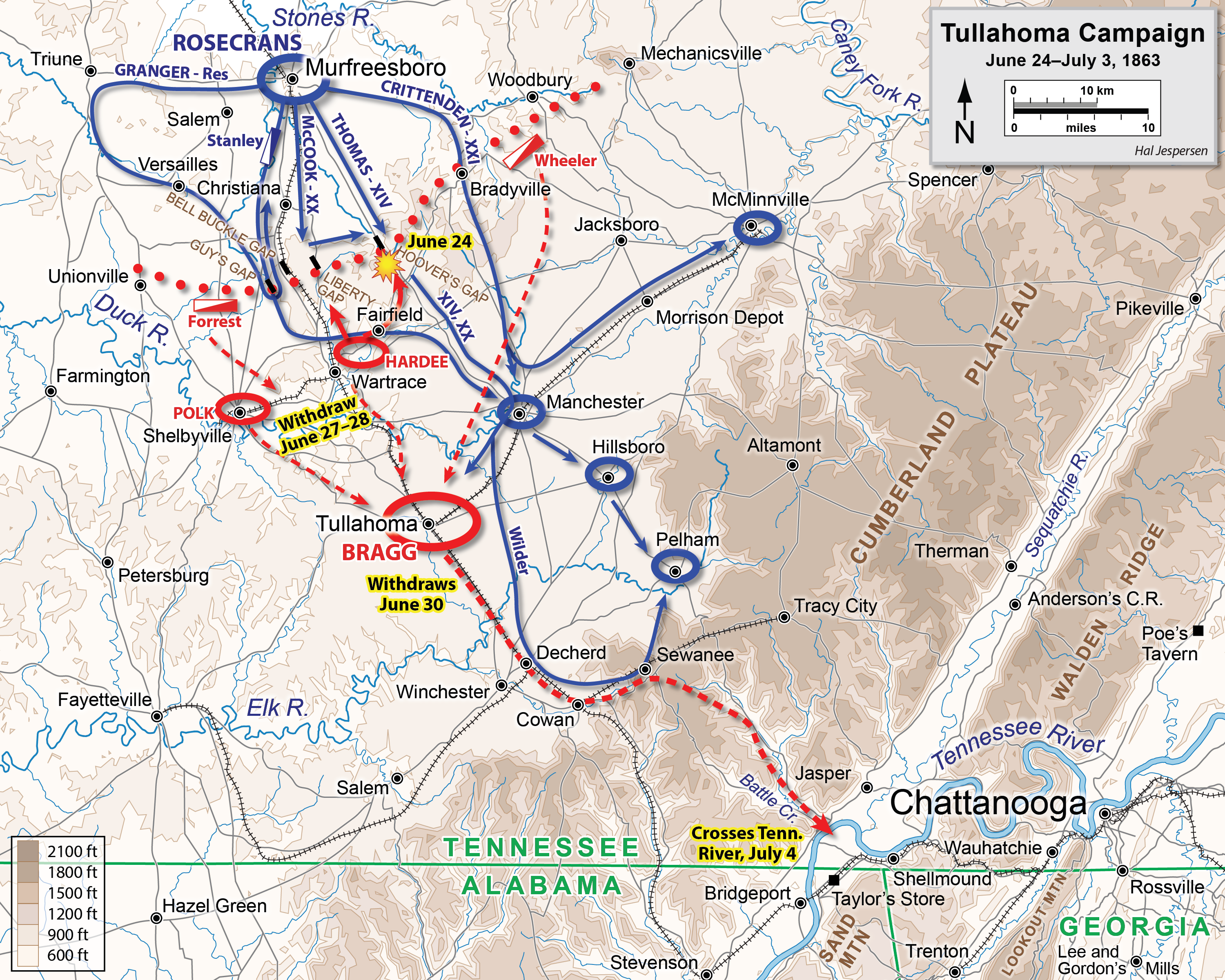
Tullahomaveldtocht

De openingszet begon reeds op 23 juni toen elementen van het reservekorps van Granger met een cavaleriedivisie van Mitchell in westelijk richting vanuit Murfreesboro vertrokken voor een schijnbeweging. Dit had als doel het vermoeden van Bragg te bevestigen dat de hoofdaanval in de richting van Shelbyville zou uitgevoerd worden. Tegelijkertijd vertrok de divisie van John Palmer, XXI Corps, naar Bradyville om via een omtrekkende beweging de achterhoede van de vijand aan te vallen. Nadat deze eenheden vertrokken waren, riep Rosecrans zijn officieren bij hem om de rest van de veldtocht te plannen.
Rosecrans werkte een complex plan uit. Dit zou de halfjaar durende training van zijn leger zou nu zijn vruchten moeten afwerpen. Hij zou Grangers korps Shelbyville laten afschermen en met de rest van zijn leger een reusachtige draaibeweging maken. Terwijl Bragg zijn aandacht op Shelbyville zou vestigen, zou Thomas’ korps naar Hoover’s Gap en Hardees rechterflank oprukken. Snelheid was de sleutel tot Rosecrans’ plan.
Tijdens de lente had Rosecrans telkens opnieuw cavalerieversterkingen gevraagd, deze werden hem telkens geweigerd. Hij kreeg wel de toestemming om een infanteriebrigade uit te rusten tot een bereden eenheid. De brigade van kolonel John T. Wilder met 1.500 soldaten van de 17th en 72nd Indiana en 98th en 123rd Illinios kregen paarden, muilezels, hakbijlen en geweren. Ze kregen al snel de bijnaam de Hatchet brigade. Wilders brigade had de snelheid en vuurkracht om de verrassingsaanval op Hoover’s Gap uit te voeren.
Wilders brigade veroverde Hoover's Gap. De 1st Kentucky Cavalry trok zich na lichte schermutselingen terug. Brigadegeneraal William B. Bates brigade voerde met Bushrod Johnsons brigade en artillerie een tegenaanval uit op Wilders stellingen. Wilder sloeg de vijandelijke aanval met succes af en behield de pas tot de aankomst van infanterie-eenheden van het XIV Corps. 10 km westelijk van Hoover’s Gap vond bij Libery Gap een gelijkaardige slag plaats.
De eerste aanvallen vonden plaats in zware regenval. Dit weer zou de volgende 17 dagen blijven aanhouden. (Noordelijke soldaten verspreiden het gerucht dat Tullahoma afgeleid was van het Grieks, namelijk tulla wat modder betekende en homa wat nog meer modder betekende.) Dit vertraagde de Noordelijke opmars. Toch hadden ze al twee belangrijke passen veroverd. Ze waren in de positie om Braggs rechterflank te keren.
Op 25 juni probeerden Bate en Johnson de Noordelijken uit Hoover’s Gap te verdrijven terwijl Cleburne Liberty Gap aanviel. Beide aanvallen draaiden op niets uit. Rosecrans moest de opmars opschorten omdat de wegen in modderpoelen waren veranderd. Bragg maakte echter geen gebruik van de pauze omdat zijn cavalerie geen verkenningen uitvoerde. Bragg beschikte niet over informatie over de zwakke Noordelijke rechterflank en opmars van Crittendens korps naar Bradyville. Het was maar op 26 juni dat Bragg informatie ontving over gevechten op zijn rechterflank. Bragg stuurde Polk eropuit om via een nachtelijke mars de Noordelijke strijdkrachten bij Liberty Gap aan te vallen. Polk protesteerde en Bragg blies de aanval af. Ondertussen kreeg McCook het bevel van Rosecrans om zich terug te trekken van Liberty Gap en Thomas te ondersteunen bij Hoover’s Gap.
Ook Hardee maakte het leven van Bragg zuur. Het wantrouwen tussen de verschillende bevelhebbers in het Army of Tennessee zorgde ervoor dat er vrijwel geen communicatie was. Noch Polk, noch Hardee was op de hoogte van de plannen van Bragg. Daarom nam Hardee zelf initiatieven. Hij trok zijn eenheid onder leiding van generaal-majoor Alexander P. Stewart terug van Hoover’s Gap naar Wartrace. Hierdoor kon Thomas zijn doorbraak nog verder consolideren.Bragg liet daarop Polk en Hardee terugtrekken naar Tullahoma op 27 juni.

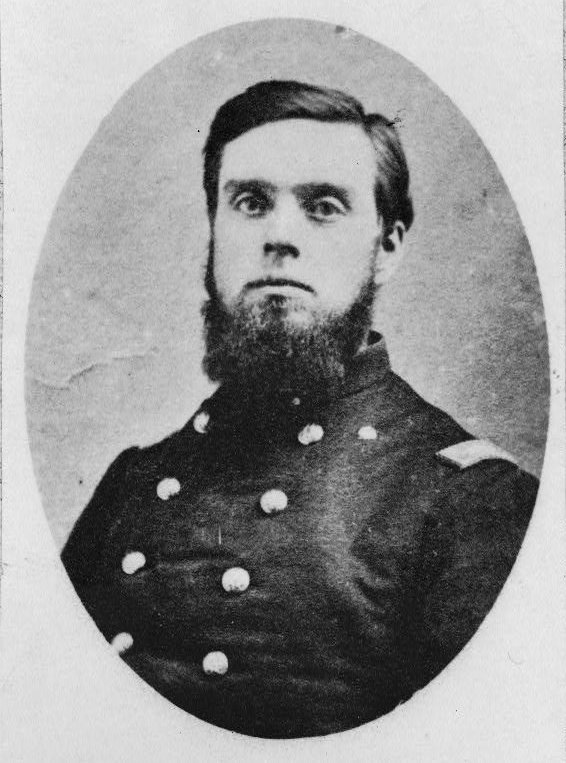
John T. Wilder

Om 08.00u op 27 juni bereikte Wilders brigade Manchester. Rousseau en Brannon lieten hun divisies oprukken naar Wartrace terwijl Stewart zich terug trok. Granger en Stanley kregen nu ook hun orders om Guy’s Gap aan te vallen. De Noordelijke cavalerie bereikte al snel de stellingen rond Shelbyville. Na de terugtocht van Polk vocht alleen nog de brigade van kolonel Robert H. G. Minty tegen de Noordelijke aanvallers.
Op 28 juni viel Wilders brigade de spoorweginfrastructuur aan Braggs achterhoede. Een klein Zuidelijke garnizoen bij Decherd werd verslagen, 300 meter rails werd vernietigd en het depot met rantsoenen werd in brand gestoken. De volgende ochtend vernietigden ze spoorweg bij Sewanee. Tegen de middag op 30 juni was Wilders brigade terug in Manchester. Ze hadden geen enkele soldaat verloren. De schade in Braggs achterhoede werd snel hersteld. Zijn soldaten wachten een frontale aanval af op hun stellingen in Tullahoma. Polk raadde Bragg aan zich terug te trekken omdat de achterhoede nog aangevallen kon worden. Bragg bleef in eerste instantie bij zijn besluit. Het was pas op 30 juni dat hij om 03.00u de orders gaf tot de terugtocht.
De Army of Tennessee nam stellingen in bij de Elk River. Hardee en Polk overtuigden Bragg om naar Cowan te gaan wat zuidelijker lag. De defensieve linies bij de Cowan waren niet ideaal. Op 3 juli trok het leger zich verder terug naar Chattanooga. Op 4 juli staken ze de Tennessee over. Een achtervolging door de Noordelijke cavalerie onder Sheridna slaagd er niet in om de Zuidelijke achterhoede af te snijden.

## Gevolgen
De Noordelijken hadden de vijand uit Midden-Tennessee verjaagd zonder veel verliezen. Rosecrans had 83 doden, 473 gewonden en 13 vermisten verloren. Bragg maakte geen slachtofferlijst op. De Noordelijken hadden 1.634 vijanden gevangengenomen. Rosecrans kreeg niet de nodige aandacht voor zijn veldtocht. Robert E. Lee was verslagen in de Slag bij Gettysburg en Grant had Vicksburg ingenomen.
Rosecrans zette niet onmiddellijk e achtervolging in. Hij liet zijn leger rusten terwijl hij de verschillende mogelijkheden bestudeerde om in het bergachtige gebied Bragg te achtervolgen.
Braggs leger was verslagen maar nog niet vernietigd. Hij ontving versterkingen van Lees leger. Daarna viel hij Rosecrans aan en versloeg hij hem in de Slag bij Chickamauga in september.